# Црно огледало: Бендерснеч
Црно огледало: Бендерснеч (енгл. Black Mirror: Bandersnatch) амерички је интерактивни филм у научнофантастичној антологијској серији Црно огледало. Написао га је творац серије Чарли Брукер и режирао Дејвид Слејд. Нетфликс је издао филм 28. децембра 2018. године.
У Бендерснечу, гледаоци бирају одлуке главног лика, младог програмера Стефана Батлера који ствара „изабери своју сопствену авантуру” роман у видео игрицу у 1984. години. Друге ликове чине Моан Такур и Колин Ритмен, обојица запослених у компанији видео игрица, Батлеров отац, Питер и Батлеров психолог др Хајнс. Филм је заснован на планираној Imagine Software истоименој видео игрици која није издата након банкрота компаније. Такође алудира на сопствена дела Луиса Керола која приказују створење бендерснеч. Део научне фантастике и хорора, Бендерснеч садржи мета-коментаре и размишљање о слободном вољом.
Брукер и извршни продуцент Анабел Џоунс су се обратили Нетфликсу о изради интерактивног филма у мају 2017. године, током којег је Нетфликс имао неколико интерактивних пројеката за децу. Потешкоће у писању високо нелинеарне скрипте довеле су до стварања нереда за Нетфликс; јединствена природа садржаја захтевала је адаптације у коришћењу кеш меморије на платформи. Снимање и продукција трајали су дуже него за типичне епизоде Црног огледала, што је резултирало одлагањем петог серијала серије. Брзо избрисан твит Нетфликса о изласку Бендерснеча довео је до распрострањених медијских шпекулација током децембра, које је Нетфликс одбио да коментарише. Трејлер за Бендерснеч објављен је 27. децембра 2018. године, дан пре објављивања филма. Критички пријем за филм био је генерално позитиван, мада су неки сматрали да је интерактивна природа сувише варљива за праву нарацију Црног огледала.

## Радња
Године 1984. Стефан развија компјутерску игру базирану на књизи „Бендерснеч”, роману у којем се доносе одлуке и то одређује причу. Он има прилику да своју игру пренесе на Такерсофт, софтверску компанију и да је пусте у продају. Међутим, што више ради на игри, то више његов живот опонаша игру, при чему се прави избор који је изван његове контроле. Касније се испоставља да Стефан потпуно луди.